# Блэки летит на Луну
«Блэки летит на Луну» (англ. Black to the Moon 3D) — полнометражный мультипликационный фильм, совместного производства студий Baleuko, Lumiq Studios, Film Investment Piedmont, Art’Mell и Talape.
Фильм был представлен на Каннском кинофестивале в мае 2012 года.

## Сюжет
Мультфильм начинается с истории овчарки Кануто, обученным быть пастушьей собакой. Вскоре на ферме родилось четверо ягнят, одна из них родилась чёрной (из-за чего ей дали имя Блэки), Кануто влюбляется в неё, но она на него не отвечает взаимностью. Жизнь на ферме Блэки не устраивала, и однажды посмотрев телевизор из окна дома фермера, она поняла что её мечта — полететь на луну. Для того, чтобы исполнить свою мечту: Блэки подобрала шлем для мопеда, и также много наобещала всему скоту, если они её забросят из телеги на луну. Когда Блэки начинают забрасывать из телеги, Кануто пытается остановить Блэки от своей идеи, но она его игнорирует, и весь скот забрасывает овечку на дальнее расстояние.
Кануто начинает бежать за Блэки, и при этом приказал овечкам Виктории, Фэнси и Хлое следовать за ним. Вскоре Кануто добежал, и увидел Блэки зацепившуюся за ветку, торчащий из горной скалы. Кануто приказывает овцам чтобы они пошли за ним, но они не хотят идти, тогда он приказывает им отправиться обратно на ферму, но они тоже этого не хотят делать, и остаются, а сам Кануто бежит спасать Блэки. Кануто подойдя к ветке, уговаривает Блэки, если он её вытащит, тогда она должна будет вернутся обратно на ферму, но возвращаться она не хочет и устраивает истерику, внезапно ветка сломалась и Кануто с Блэки упали на горный уступ. Тем временем к овцам подходит волк, сам себя называет Фолк Карл, и говорит что он дизайнер и предлагает овцам быть моделями.
Кануто и Блэки вытаскивает фермер и везёт их обратно на ферму, а тем временем на ферме Кануто заменили армейским псом Рэмбо, Блэки хочет снова удрать из фермы, но её остановил Рэмбо и приказал сделать десять отжиманий. Блэки пытается солгать, что сделала отжимания, но Рэмбо ей не верит и запирает овечку в кабинку туалета. Но Кануто освобождает Блэки и они сбегают из фермы, убежав на небольшое расстояние, Кануто уговаривает Блэки вернутся на ферму и помочь другим животным от действий Рэмбо, но та не хочет идти к ферме ни ногой, и они разделяются в разные стороны. Блэки пройдя несколько шагов встречает Фолка Карла (заманившего её сестер к себе) который уводит её к себе в особняк. Тем временем Кануто обдумавший действия решил извиниться, и начинает смотреть на следы Блэки, и кроме следов овечки замечает следы волка. Карл приводит Блэки к себе в особняк и расспрашивает её о своей мечте, а Кануто проникает в подвал и видит подпольное ателье в котором работают пауки, и также овец Викторию, Фэнси и Хлою запертых в плёнке, пес освобождает овец и смывает пауков мочой.
Вскоре выйдя из подвала Кануто вырубает Карла и овечки убегают домой на ферму, а Блэки остается ещё с желанием полететь на луну (она все ещё хочет полететь туда). Кануто признаётся Блэки в любви, но та давно знала, но не имеет к нему любовных чувств. Кануто и Блэки добираются до заброшенного космодрома, где встречают трёх собак, которые должны были отправиться на луну. Они приводят Кануто и Блэки в убежище, и они объясняют Кануто что он на самом деле пес Юрий, который отбился от команды ещё щенком. И когда Юрий уже в команде, они должны уже отправиться на ракете к луне, но к ракете добраться не могут, так как территория вокруг ракеты принадлежит Пинки (розовая овечка горилла, над которой учёные ставили эксперименты, и в результате она погубила всё вокруг, однако есть код деактивации). Внезапно Блэки из интереса начинает трогать все без разрешения и её выгоняют из убежища. На следующий день, псы начинают готовиться к полёту, а Кануто отвлекает Пинки, чтобы псы дошли к ракете, Блэки видит драку и начинает помогать Кануто.
Когда Блэки и Кануто были загнаны Пинки в угол, Блэки признаётся Кануто в любви, и это признание оказывается правильным паролем для деактивации Пинки. Пинки перестаёт быть агрессивной, а ракета с псами начинает лететь, и в итоге падает на землю недолетев до луны. Кануто и Блэки попрощавшись с Пинки и псами возвращаются назад и Кануто предлагает Блэки поцеловаться, и она соглашается. Позже на ферме, недовольный скот поведением Рэмбо, забрасывает его  из телеги в небо, и когда Рэмбо приземляется на землю то он встречает Фолка Карла, который предлагает ему работу. Когда Кануто и Блэки уже находятся на ферме, Блэки посмотрев телевизор понимает, что хочет уже стать фотомоделью.